# سنگسر شش‌خط
- نام علمی گونه: (Pomadasys furcatus(Schneider,۱۸۰۱
- نامهای علمی مترادف: (Rhonciscus furcatus (Schneider, ۱۸۰۱
- نام انگلیسی: Banded grunt
- نام فارسی: سنگسر شش خط
- اندازه : حداکثر اندازه بدن تا ۳۸ سانتیمتر می‌رسد.

## مشخصات
بدن کشیده و فشرده، دندانهای سوهانی شکل و ردیف جلویی آنها بزرگ شده‌است، زیر چانه دارای دو عدد سوراخ و یک حفره میانی است. باله پشتی دارای ۱۲ شعاع سخت و ۱۴ شعاع نرم می‌باشد، رنگ بدن در پشت قهوه‌ای مایل به ارغوانی و هر چه بطرف پایینتر بدن پیش برویم رنگ کمرنگ تر می‌شود. در حدود ۶ نوار طولی تیره بر روی بدن موجود می‌باشد. 
- زیست شناسی: در آبهای ساحلی نزدیک مناطق صخره‌ای زیستی می‌کند، همچنین در مناطق باز مصبها نیز دیده می‌شود.

نامهای مورد استفاده در جنوب ایران: 
- وسایل صید: توگوشگیر و قلاب دستی